# Часлав Кузмановић
Часлав Кузмановић (Лозница, 26. фебруар 1957) српски је економиста, банкарски аналитичар и публициста. Најпознатији је по анализама светске економске кризе писаним за широку публику, које су сабране и у облику књига Српска економија за почетнике, Светска економија за почетнике. и Економија за почетнике 3: Почетак потпуног ропства.

## Биографија
Дипломирао је 1981. на Економском факултету у Београду, на смеру Економска политика и планирање привредног развоја.
У тродеценијској каријери радио је на десетинама привредних подухвата као економски стручњак — специјалиста за инвестиције, саветник, контролор и организатор. Од 1995. је и економски саветник црквених, културних и научних установа као што су Српска православна црква, Српско национално веће Косова и Метохије, Културна мрежа „Пројекат Растко“ и других. Био је један од твораца пилот–пројекта Пољопривредна енциклопедија • Encyclopaedia Agronomica у продукцији Завода за унапређење пољопривреде Војводине и „ТИА Јанус“, подржаног од Извршног већа АП Војводине.
Од 2011. пише економске анализе за широку публику. Редовни је аналитичар Фонда стратешке културе у Москви, а чланке му објављују и Фонд „Слободан Јовановић“, Нова српска политичка мисао, Велика Србија, Нови стандард, Печат, Фејсбук репортер и десетине других. Његов лични блог је „Српска економија за почетнике“. Изабране чланке и анализе објавио је 2013. године у две књиге: Српска економија за почетнике: Време патогених експерата и Светска економија за почетнике: Планетарни финансијски цунами.
Живи и ради у Београду. Члан је Удружења новинара Србије.

## Оцена доприноса
Поводом Кузмановићевих анализа и књига др Зоран Петровић Пироћанац из београдског Института за политичке студије је написао:
„Непрестане светске берзанске кризе и корупција које бујају планетом још од осамдесетих година прошлог столећа, одавно попут цунамија разарају и нашу малу земљу, као и многе друге око нас. Економиста Часлав Кузмановић анализује ентропију српске привреде боље од многих у стручној јавности. Његове дубинске анализе економских тенденција понајвише наликују критичком виђењу савременог света из интелектуалне перспективе глобалног хуманистичког антимондијалистичког покрета Attac у Француској. Зато у Србији треба да читамо Кузмановића, који тек стављен раме уз раме са светским пробуђеним економистима, противницима алавог либералног капитализма, исказује све своје квалитете.“— др Зоран Петровић Пироћанац

## Изабрана библиографија
- Српска економија за почетнике: Време патогених експерата, Едиција „Економске теме“, „Еверест Медиа“, Београд, 2013.  978-86-7756-030-0.
- Светска економија за почетнике: Планетарни финансијски цунами, Едиција „Економске теме“, „Еверест Медиа“, 2013.  978-86-7756-031-7.
- Економија за почетнике 3: Почетак потпуног ропства, Едиција „Економске теме“, „Еверест Медиа“ и Радио „Снага народа”, 2016.  978-86-7756-068-3.